# Gaetano Castelfranchi
Gaetano Castelfranchi (Milano, 29 febbraio 1892 – Lugano, 12 dicembre 1965) è stato un ingegnere e fisico italiano.

## Biografia
Laureatosi in Ingegneria elettrotecnica al Politecnico di Milano, fu qui libero docente di fisica e professore incaricato in altre università italiane, nonché membro del Consiglio Nazionale delle Ricerche.
Tra i molti ed apprezzati trattati di fisica ed ingegneria che scrisse, è l'autore di Fisica Moderna, uno dei primi libri in italiano dedicati alla relatività e alla fisica quantistica (un testo che fu tradotto in francese, inglese e spagnolo); scrisse pure uno dei primi trattati specialistici al mondo sul televisore, che tra l'altro gli valse la libera docenza in fisica teorica nel 1931. 
Fu vicepresidente dell'Accademia Teatina per le Scienze di Chieti, istituita con bolla papale da Clemente VII il 24 giugno 1524 e membro dell'Istituto Radiotecnico "Aurelio Beltrami" di Milano, nonché fece parte del comitato di redazione dei Rendiconti del Seminario Matematico e Fisico di Milano.
Nel 1930, ricevette la nomina a Cavaliere dell'Ordine della Corona d'Italia.

## Opere
- Fisica Moderna. Visione sintetica, pianamente esposta, della fisica d'oggi e dei lavori teorici e sperimentali dei maggiori fisici contemporanei, Milano, Ulrico Hoepli Editore, 1929 (traduzione della prima parte in Inglese; traduzione francese: La physique moderne, Paris, Dunod, 1949).[9]
- Televisione. Le basi fisiche del "radiovedere", Milano, Hoepli, 1930.
- Piccola Enciclopedia Hoepli. Supplemento A-Z (con Paolo Nalli), Milano, Hoepli, 1930.
- Meraviglie. Nella natura, nella vita dell'uomo, nei regni animali e vegetali, nella matematica e nell'astronomia, nella fisica, nella chimica, nell'elettricità e nella radio, nella navigazione aerea, nella grande ingegneria, nei trasporti terrestri e marittimi, nella tecnica, nelle industrie, Milano-Roma, Tumminelli & C. Editori, 1935.
- Scienza delle costruzioni. Teoria ed applicazioni, 2 voll., Milano, Hoepli, 1939-40.[10]
- Fisica sperimentale e applicata, secondo i più recenti indirizzi, 2 voll., Milano, Hoepli, 1940-41.[11][12]
- Fisica, ad uso degli istituti professionali, industriali, agrari, nautici, per geometri e periti edili, 2 voll., Milano, Hoepli, 1941.
- Fisica, ad uso del liceo scientifico, 3 voll., Milano, Hoepli, 1943.
- Trattato di fisica, per le facoltà di medicina, biologia, farmacia, agraria e scienze naturali, Milano, Hoepli, 1946.[13]
- Fisica elementare per gli istituti magistrali, 2 voll., Milano, Hoepli, 1946-47.
- Fisica, ad uso del liceo classico, 2 voll., Milano, Hoepli, 1947.
- Prodigi della tecnica nel mondo d'oggi, Milano, Hoepli, 1949.
- Corso elementare di fisica per le scuole di avviamento professionale, 2 voll., Milano, C. Signorelli, 1950-51.
- Fisica, ad uso degli istituti magistrali, 2 voll., Milano, C. Signorelli, 1951-52.
- Fisica, ad uso degli istituti industriali, 2 voll., Milano, C. Signorelli, 1951-52.
- Fisica, ad uso degli istituti tecnici per geometri, 2 voll., Milano, C. Signorelli, 1951-52.
- Fisica, ad uso degli istituti tecnici commerciali, Milano, C. Signorelli, 1952-53.
- Fisica, ad uso degli istituti agrari, 2 voll., Milano, C. Signorelli, 1952-1953.

Tutti questi volumi, di cui abbiamo riportato le prime edizioni, hanno poi avuto, negli anni, diverse ristampe e successive edizioni (cfr. ,  Archiviato il 18 gennaio 2016 in Internet Archive.).